# Merseburger Überlandbahnen
Die Merseburger Überlandbahnen-AG (MÜBAG) war ein deutsches Unternehmen zum Bau und Betrieb von Überlandstraßenbahnen im Raum Merseburg / Halle (Saale).

## Geschichte
Am 5. Oktober 1899 erhielt die von der AEG gegründete Elektrische Straßenbahn Halle – Merseburg (EStrHM) die Genehmigung zum Bau und Betrieb einer meterspurigen Überlandstraßenbahn zwischen den beiden genannten Städten. Den Bau veranlassten seinerzeit insbesondere die Gemeinde Ammendorf und der Landkreis Merseburg. Die Bauarbeiten begannen im Folgejahr. Zwischen Riebeckplatz und Artilleriekaserne durften die Gleise der von der AEG betriebenen Straßenbahn Halle mitbenutzt werden. Nach Auslieferung der ersten zwölf Triebwagen und sechs Beiwagen begannen am 7. März 1902 die Probefahrten. Nach erfolgreicher landespolizeilicher Abnahme nahm die Bahn am 15. März 1902 den fahrplanmäßen Betrieb zwischen Halle und Ammendorf auf. Ab dem 14. April 1902 fuhr die Bahn bis Schkopau, ab dem 2. Mai 1902 schließlich nach Merseburg. Die Züge verkehrten im Tagesverkehr im 15-Minuten-Takt und benötigten für eine Fahrt 45 Minuten. Die Strecke war eingleisig angelegt mit mehreren Ausweichen, das Gleis verlief im Straßenplanum oder auf einem besonderen Bahnkörper seitlich der Fahrbahn. Neben der Straßenbahn waren das Unternehmen und nachfolgend die MÜBAG bis 1948 damit beauftragt, Ammendorf und den umliegenden Gemeinden mit Strom zu versorgen.

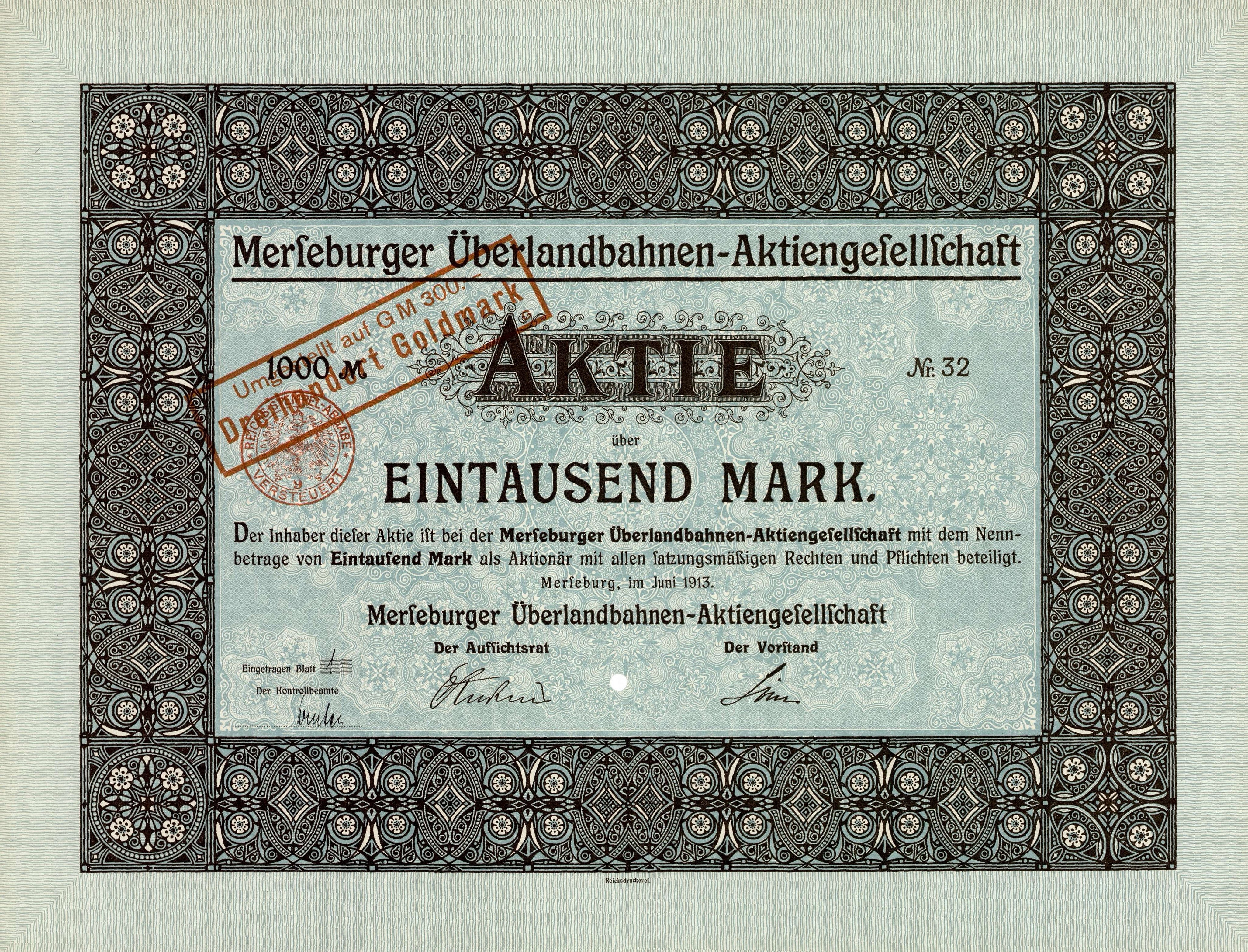
Aktie über 1000 Mark der Merseburger Überlandbahnen-AG vom Juni 1913

Das Unternehmen MÜBAG wurde am 11. April 1913 von der AEG und der Disconto-Gesellschaft gegründet. Ursprünglich beabsichtigte die AEG, die Konzession der EStrHM zu erweitern, was angesichts der unterschiedlichen Interessen des Kreises und der einzelnen Gemeinden nicht gelang. 1910 erreichte die AEG eine Projektierungsgenehmigung, um Vermessungsarbeiten beginnen zu können. Die MÜBAG erhielt die Konzession zum Bau einer Strecke von Merseburg nach Mücheln nebst einem Abzweig nach Kleinkayna und zu den dort entstandenen Braunkohletagebauen im Geiseltal. Die Konzession enthielt ferner die Auflage, nach den Erfordernissen der wirtschaftlichen Entwicklung der Region weitere Strecken zu errichten. MÜBAG und EStrHM waren nur formaljuristisch voneinander getrennt, die gemeinsame Verwaltung beider Bahnen war in Ammendorf angesiedelt, der Direktor der EStrHM war gleichzeitig Aufsichtsratsvorsitzender der MÜBAG. Dennoch war eine Gleisverbindung beider Bahnen anfangs untersagt. Baubeginn war im Juni 1913. Bis zum Ausbruch des Ersten Weltkriegs waren die Brücken und Gleisanlagen weitgehend fertiggestellt. Bis Ende 1914 konnten noch der Betriebshof in Frankleben und ein Umformerwerk errichtet werden, bevor die Arbeiten auf Grund der Mobilmachung eines Großteils der Arbeiter unterbrochen werden mussten. 1916 konnten die Arbeiten zunächst zögerlich wieder aufgenommen werden, unter anderem trafen die ersten Fahrzeuge von der Waggonfabrik Wismar ein. Die Fertigstellung der Fahrleitungsanlagen musste bis Ende 1917 warten. Ab dem 2. Januar 1918 wurde das Personal durch Mitarbeiter der EStrHM ausgebildet.

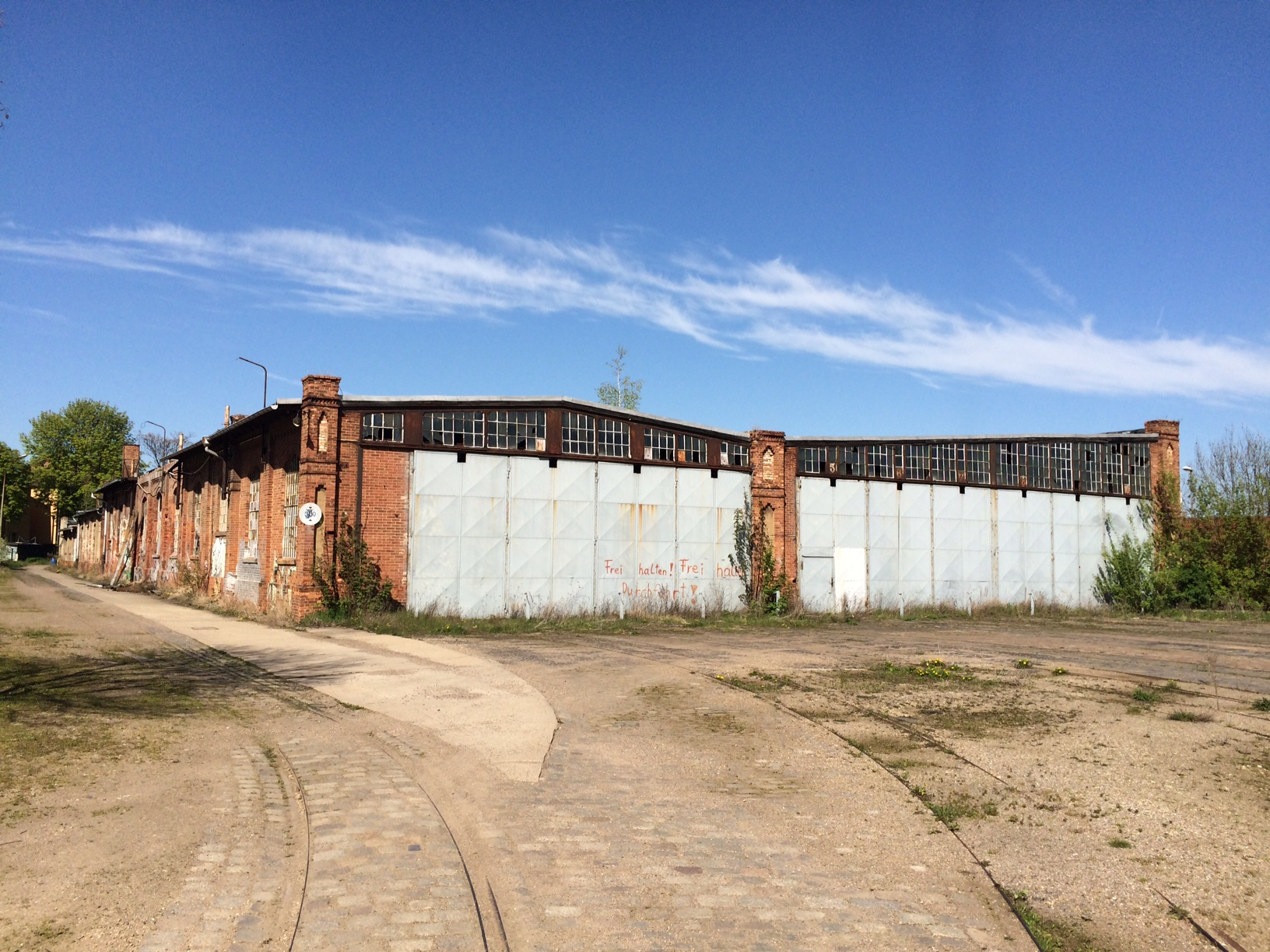
Wagenhalle des ehemaligen Betriebshofs Ammendorf, wo sich auch der Geschäftssitz der MÜBAG befand (2016)

Am 5. Februar 1918 konnte die Strecke Merseburg – Mücheln für den öffentlichen Verkehr freigegeben werden. Den eigentlichen Ortskern von Mücheln erreichte die Bahn indes nie, sondern nur das von der Gemeinde nach 1918 eingemeindete Gebiet. Die EStrHM übernahm 1918 vorübergehend die Betriebsführung und führte auch die Wartungsarbeiten an den Fahrzeugen im Betriebshof Ammendorf durch, wofür bis Ende 1918 eine provisorische Gleisverbindung in Merseburg hergestellt werden musste.
Der Bau der Zweigstrecke nach Kleinkayna wurde nach Kriegsende mehrmals verschoben und schließlich gänzlich aufgegeben. Daneben gab es um 1919 Pläne für einen weiteren Ausbau des Netzes. Sie sahen ein Netz von elektrischen Überlandbahnen im mitteldeutschen Braunkohlerevier vor. Die geplanten Strecken fielen jedoch vollständig den Wirtschaftskrisen der 1920er Jahre zum Opfer. Ein das Streckennetz darstellender Plan mit Stand vom 1. Oktober 1919 weist folgende Strecken mit deren Status quo beziehungsweise deren Planungsstadium aus:
- Halle – Ammendorf – Schkopau – Merseburg (14,8 Kilometer; Eigentumslänge 11,15 Kilometer; in Betrieb); → Hauptartikel: Straßenbahnstrecke Halle-Ammendorf–Bad Dürrenberg
- Ammendorf – Lauchstädt – Schafstädt (14,5 Kilometer; geplant)
- Ammendorf – Döllnitz – Burgliebenau – Raßnitz – Schkeuditz (18,3 Kilometer; in Vorbereitung); in Schkeuditz hätte Anschluss an die Leipziger Außenbahn bestanden
- Merseburg – Beuna – Frankleben – Naundorf – Lützkendorf – Mücheln (17,45 Kilometer; in Betrieb); → Hauptartikel: Straßenbahnstrecke Merseburg–Mücheln
- Beuna – Kleinkayna – Roßbach (8,5 Kilometer, in Vorbereitung)
- Roßbach – Tagewerben – Weißenfels (9,0 Kilometer; geplant)
- Merseburg – Leuna – Spergau – Fährendorf – Dürrenberg (10,49 Kilometer; in Betrieb)
- Dürrenberg – Lützen (7,5 Kilometer; geplant)

Die in Betrieb erwähnte Strecke nach Dürrenberg wurde am 23. Februar 1919 zwischen Merseburg und Rössen eröffnet. Vorausgegangen war der Bau des Ammoniakwerks Merseburg der BASF. Das für die Erweiterung notwendige Kapital brachte die BASF ebenfalls auf, womit das Unternehmen dritter Aktionär der MÜBAG wurde. 1920 wurde die Strecke über Spergau nach Fährendorf erweitert, um das Einzugsgebiet der Belegschaft zu vergrößern.
Die politischen Veränderungen infolge der Novemberrevolution ermöglichten 1919 einen baldigen Zusammenschluss der MÜBAG mit der EStrHM. Hierzu übernahm am 30. April 1919 die Provinz Sachsen den Aktienanteil der Disconto-Gesellschaft, gleichzeitig pachtete die MÜBAG die EStrHM. Der Fortbestand der bestehenden Konzessionen verhinderte zunächst eine direkte Übernahme, vertraglich war diese nach frühestens 14 Jahren vorgesehen. Der Pachtvertrag hatte einer Dauer von 25 Jahren. Am 4. Oktober 1920 kam es zum Vertragsabschluss, der die vollständige Übernahme zum 1. Juli 1932 vorsah. Bereits mit der Verlängerung der Straßenbahn nach Rössen führte die MÜBAG auf ihren Verbindungen Linienkennzeichnungen ein:
- F: Merseburg – Frankleben
- M: Merseburg – Frankleben – Mücheln
- R: Merseburg – Rössen

Diese wurden nun auf die Linien der EStrHM ausgeweitet, wobei es auch zu Doppelbelegungen kam. So trug die Linie Halle – Merseburg ebenfalls den Linienbuchstaben M. Da sich durch die Kennzeichnung kein sonderlicher Nutzen ergab, wurden die Bezeichnungen bald wieder aufgegeben und die Fahrzeuge nur mit den Zielschildern ausgestattet. Ab Oktober 1921 bestand in Merseburg wieder eine provisorische Gleisverbindung zwischen den beiden Streckennetzen, die Ende 1924 durch eine dauerhafte Verbindung ersetzt wurde. Hierzu mussten im Vorfeld einige Häuser abgerissen werden. An der gemeinsamen Endhaltestelle an der „Hölle“ musste dennoch für die nächsten Jahre umgestiegen werden. Am 24. Oktober 1926 ging nach dem Bau einer neuen Saalebrücke die Verlängerung nach Dürrenberg in Betrieb. Der Endpunkt befand sich am Bahnhof Dürrenberg. Gleichzeitig konnte der 1919 begonnene Bau eines Betriebshofs in Merseburg abgeschlossen werden. Für die Strecke nach Schkeuditz waren Wagen- und Gleismaterial bereits in Auftrag gegeben, der Bau wurde 1927 begonnen. Als die Ausführung unterblieb wurde das Gleismaterial für den zweigleisigen Ausbau der bestehenden Strecken verwendet, gleichzeitig wurden Gleise auf besondere Bahnkörper neben den Straßen verlegt. Am 27. März 1929 konnte nach Annullierung der in den Konzessionen bestimmten Beschränkungen durch die Provinzialregierung der durchgehende Verkehr in Merseburg aufgenommen werden. Von diesem Tag an fuhr jeder zweite Zug von Halle aus weiter nach Rössen.
Der voranschreitende Braunkohleabbau im Mitteldeutschen Revier führte seit den 1920er Jahren vereinzelt zu Streckenverlegungen. Ab 1936 wurden in Schkopau die Buna-Werke gebaut. Da das Vorhaben einer Geheimhaltungsstufe unterlag, war die MÜBAG von dem Vorhaben nicht informiert und musste sich nach der Inbetriebnahme einem Mehrverkehr von 3000 bis 3600 Beschäftigten in einer Stunde ausgesetzt sehen. Die Verantwortlichen wollten dies zunächst durch die Einrichtung eines Bahnhofs in Schkopau umgehen, dieser wurde in Anbetracht seiner Lage nur unzureichend genutzt. Im November 1937 nahmen die Buna-Werke daher mit der MÜBAG Kontakt auf, infolgedessen Material für 350 Tonnen Schienen und acht Triebwagen bestellt wurden. Das Schienenkontingent verfiel bei Ausbruch des Zweiten Weltkrieges, die Triebwagen wurden erst 1940 ausgeliefert. Acht passende Beiwagen wurden nach Materialrationierungen bis 1942 geliefert. Zur Aufrechterhaltung des Berufsverkehrs musste die MÜBAG Fahrzeuge von der Halleschen Straßenbahn anmieten. Ab 1942 musste die Hallesche Straßenbahn durch Verlängerung der Linien 1 und 4 nach Ammendorf im Berufsverkehr der MÜBAG für Verkehr nach den Buna-Werken den Wagenpark freihalten. Ab 1944 nahmen die Zerstörungen durch angloamerikanische Bombenangriffe stetig zu, der Betriebshof Merseburg wurde nach insgesamt fünf Angriffen ab Juli 1944 am 6. Dezember 1944 zerstört. Der Straßenbahnverkehr wurde mit dem Heranrücken der Front am 10. April 1945 komplett eingestellt. Die Arbeiten zur Wiederaufnahme begannen am 22. April und am 8. Mai 1945 fuhren die ersten Züge zwischen Halle-Rosengarten und Ammendorf. Da die Brücken über die Saale und Weiße Elster zuvor gesprengt wurden, waren weite Teile des Netzes erst ab dem 18. November 1945 befahrbar. Der Abschnitt zwischen Fährendorf und Bad Dürrenberg ging im November 1950 wieder in Betrieb.
Im November 1946 wurden die Aktienanteile der AEG enteignet, die MÜBAG wurde 1948 in einen Volkseigenen Betrieb (VEB) umgewandelt und der Vereinigung Volkseigener Betriebe (VVB) des Verkehrswesens Sachsen-Anhalt angegliedert. Am 1. Juli wurden die MÜBAG und die städtische Straßenbahn in Halle zu einem Unternehmen verschmolzen, das ab 1952 den Namen VEB (K) Straßen- und Überlandbahn Halle führte, ab 1957 die Bezeichnung VE Verkehrsbetriebe Halle. Heute werden die noch bestehenden Strecken von der Halleschen Verkehrs-AG betrieben.
Mehr als zwei Drittel des errichteten Streckennetzes existieren noch heute. Dabei handelt es sich um die Straßenbahnstrecke Halle-Ammendorf–Bad Dürrenberg und einen kleinen Abschnitt der Straßenbahnstrecke Merseburg–Mücheln.

## Fahrzeuge

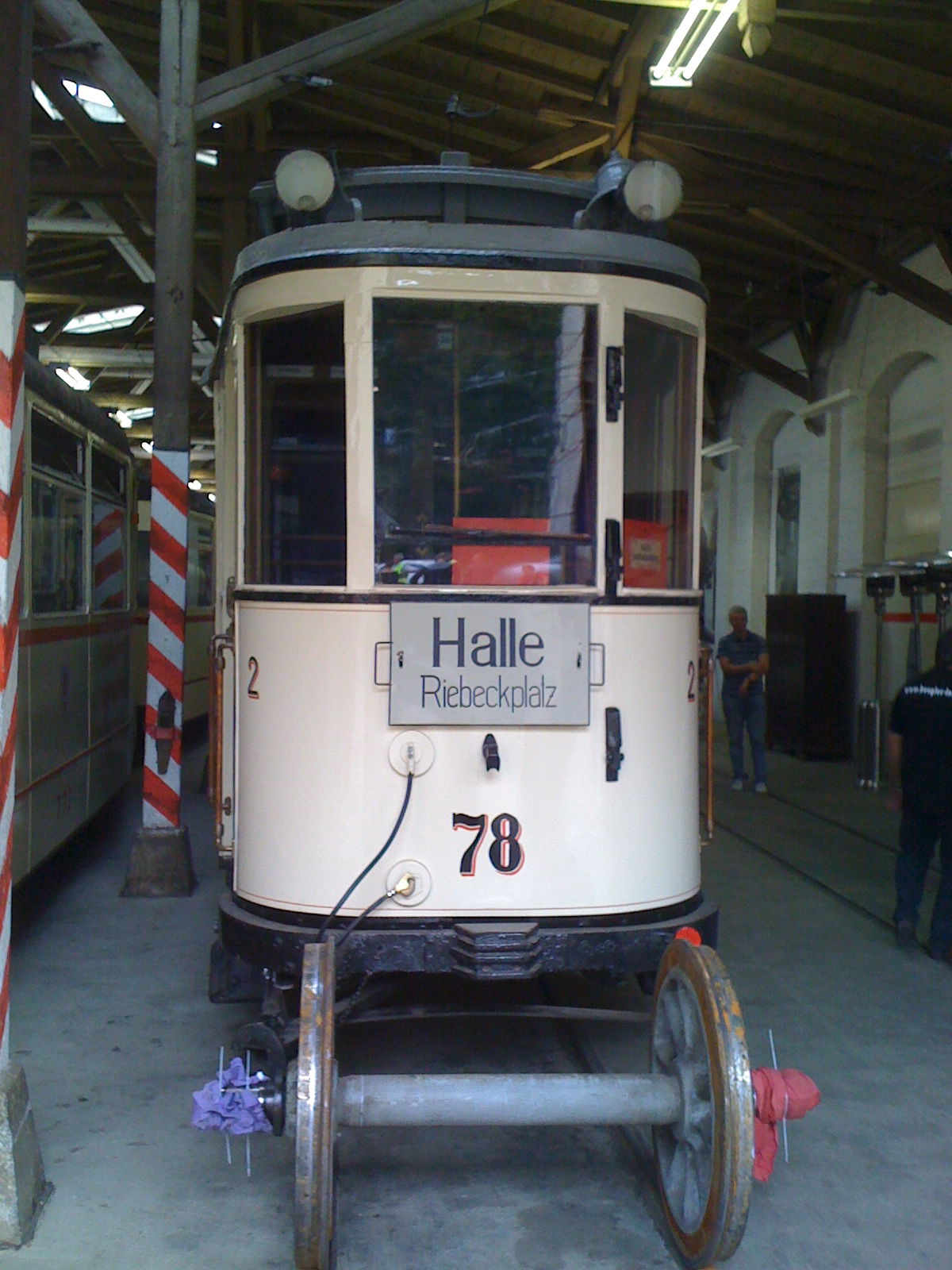
Triebwagen (Tw) 78 (Baujahr 1912, ex EStrHM Tw 33) im Straßenbahnmuseum Halle (2010)

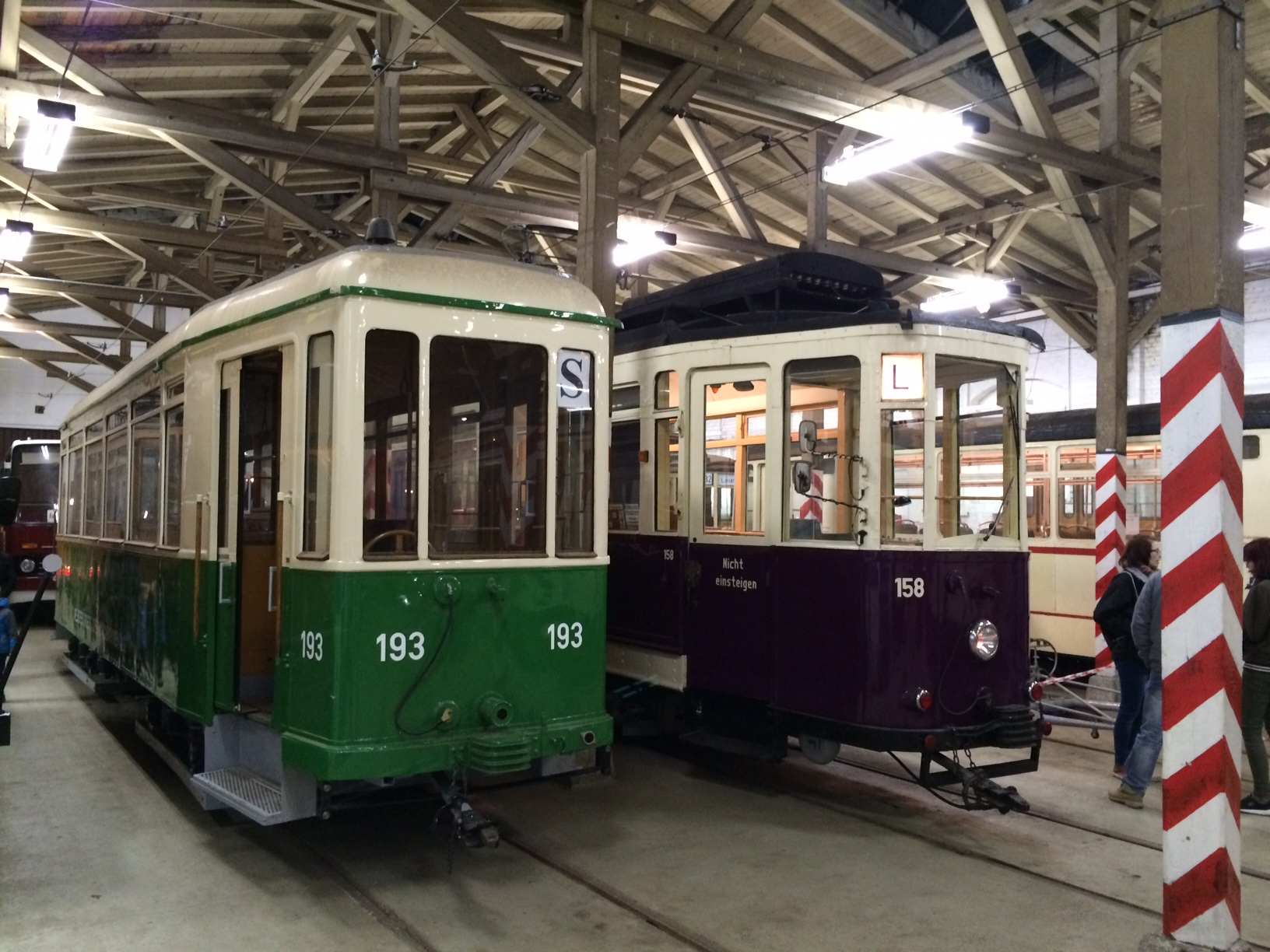
Beiwagen (Bw) 193 (li., Baujahr 1941) im Straßenbahnmuseum Halle (2016)

Zur Betriebsaufnahme standen der Elektrischen Straßenbahn Halle – Merseburg zwölf vierachsige Triebwagen mit Maximum-Drehgestellen (Tw 1–12) und sechs zweiachsige Beiwagen (Bw 13–18) zur Verfügung. Der mechanische Teil stammte von der Gottfried Lindner AG in Ammendorf, die elektrische Ausrüstung übernahm bei diesen und allen nachfolgenden Fahrzeugen die AEG. 1903 wurde der Wagenpark um vier vierachsige Herbrand-Beiwagen der Gesellschaft für Straßenbahnen im Saartal (Bw 19–22) erweitert, die nach der Elektrifizierung der dort verkehrenden Dampfstraßenbahn durch die AEG entbehrlich wurden. 1906 kamen vier weitere vierachsige Triebwagen (Tw 22–25) hinzu. Die von der US-amerikanischen J. G. Brill Company für die Überlandbahn Braunschweig – Wolfenbüttel gefertigten vierachsigen Triebwagen fielen durch ihre gewölbten Seitenwände auf, die aus dem Braunschweiger Lichtraumprofil hinausragten und daher verkauft werden mussten. 1912 ließ die EStrHM die Fahrzeuge zu Beiwagen umbauen, 1918 erhielten sie bei Lindner neue Wagenkästen. 1912 kamen nochmals drei zweiachsige Triebwagen von Lindner (Tw 31–33) hinzu.
Die MÜBAG erhielt bei Betriebsaufnahme acht zweiachsige Triebwagen und sechs zweiachsige Beiwagen der Waggonfabrik Wismar. Mit der Aufnahme des Pachtbetriebs der EStrHM wurden die Fahrzeuge beider Unternehmen in ein gemeinsames Nummernschema einsortiert. Dieses sah folgende Aufteilung vor:
- 001–050: Triebwagen MÜBAG
- 051–100: Triebwagen EStrHM
- 101–125: zweiachsige Beiwagen MÜBAG
- 126–150: Drehgestellbeiwagen MÜBAG
- 151–175: zweiachsige Beiwagen EStrHM
- 176–200: Drehgestellbeiwagen EStrHM

Die Triebwagen der EStrHM wurden zunächst dem Schema entsprechend umnummeriert. Da bereits 1920 die spätere Übernahme der EStrHM durch die MÜBAG feststand, gab es ab Mitte der 1920er weitere Umnummerierungen. So erhielten die Triebwagen 76–78 (ex EStrHM 31–33) 1928 die freien Nummern 16–18 zugeteilt. Die älteren Beiwagen der EStrHM wurden bis 1929 ausgemustert. Einen Teil der Maximumtriebwagen ließ man zu Beiwagen umbauen, wobei die Maximum-Drehgestelle erhalten blieben. Gleichzeitig wurde der Wagenpark um weitere Neufahrzeuge ergänzt. Für den Buna-Verkehr bestellte die MÜBAG 1938 acht Triebwagen, die erst 1940 ausgeliefert werden konnten. Gleichzeitig erhielt die MÜBAG zwei gebrauchte Beiwagen mit Einachs-Drehgestellen von der Oberrheinischen Eisenbahn-Gesellschaft (OEG), die zuvor auf der Straßenbahn Schwetzingen–Ketsch eingesetzt wurden. Von acht zu den Triebwagen passenden Beiwagen gelangten nur vier zur Auslieferung. Die als Lindner-Vierachser bekannten Fahrzeuge wurden nach den Grundsätzen des in Planung befindlichen Einheitsstraßenbahnwagens konstruiert. Kriegsbedingte Einschränkungen und der Betrieb als Überlandstraßenbahn führten zu Änderungen in der Umsetzung. 1941 gab die MÜBAG weitere zehn Trieb- und zwölf Beiwagen des Typs in Auftrag. 1944 wurde der Auftrag dahingehend abgeändert, dass nun zweiachsige Kriegsstraßenbahnwagen geliefert werden sollten, die Bestellung wurde nie ausgeführt. Zwei Triebwagen und drei Beiwagen wurden während des Zweiten Weltkriegs so stark beschädigt, dass die MÜBAG sie ausmustern musste. Die übrigen Fahrzeuge gelangten ab 1951 in den Bestand des VEB (K) Straßen- und Überlandbahn Halle und wurden in das Nummernschema der Halleschen Straßenbahn eingereiht.
Ein Triebwagen (Tw 78) und ein Beiwagen (Bw 193) wurden von der Arbeitsgemeinschaft 6/38 des Deutschen Modelleisenbahn-Verbands der DDR übernommen und 1982 beziehungsweise 1988 als historische Fahrzeuge aufgearbeitet.
| Nummer     | Nummer     | Nummer                | Baujahr    | Hersteller | Sitzpl.    | Stehpl.    | Länge (in mm) | Achs- abstand (in mm) | Drehzapfen- abstand (in mm) | Stunden- leistung (in kW) | Verbleib |
| EStrHM     | MÜBAG      | Halle                 | Baujahr    | Hersteller | Sitzpl.    | Stehpl.    | Länge (in mm) | Achs- abstand (in mm) | Drehzapfen- abstand (in mm) | Stunden- leistung (in kW) | Verbleib |
| Triebwagen | Triebwagen | Triebwagen            | Triebwagen | Triebwagen | Triebwagen | Triebwagen | Triebwagen    | Triebwagen            | Triebwagen                  | Triebwagen                | Triebwagen |
| ---------- | ---------- | --------------------- | ---------- | ---------- | ---------- | ---------- | ------------- | --------------------- | --------------------------- | ------------------------- | --- |
| –          | 1–8        | 621–628               | 1915       | Wismar     | 24         | 24         | 10.900        | 4500                  | –                           | 2×39                      | |
| –          | 9–10       | 9                     | 1918       | Lindner    | 24         | 20         | 10.900        | 4500                  | –                           | 2×39                      | 1945 Tw 10 ausgemustert |
| –          | 11–15      | 631–632, 641, 648–649 | 1919/21    | Lindner    | 24         | 20         | 10.900        | 3800                  | –                           | 2×38,5                    | |
| –          | 16–18      | 611–613               | 1912       | Lindner    | 24         | 18         | 10.600        | 3000                  | –                           | 2×39                      | 1928/30 ex Tw 76–78 |
| –          | 19–21      | 633–635               | 1920       | Lindner    | 24         | 20         | 10.650        | 3800                  | –                           | 2×38,5                    | 1931/32 ex Tw 79–81 |
| –          | 22–25      | 642–645               | 1927       | Lindner    | 26         | 20         | 10.650        | 3800                  | –                           | 2×35                      | 1938 Tw 22 mit 2×61 kW |
| –          | 26–27      | 646–647               | 1928       | Lindner    | 26         | 20         | 11.000        | 3800                  | –                           | 2×35                      | |
| –          | 28–35      | 651–658               | 1940       | Lindner    | 32         | 38         | 12.000        | 1700                  | 4900                        | 4×40                      | |
| 1–12       | 51–62      | 601–605               | 1902       | Lindner    | 30         | 10         | 10.800        | 1220                  | 4700                        | 2×38,5                    | 1927 Tw 52 in Bw 175; 1928 Tw 53, 56, 58 in Bw 172–174; 1929 Tw 55 in Bw 171; 1933 Tw 54 in ATw IX; 1945 Tw 57 ausgemustert                 |
| 31–33      | 76–78      | –                     | 1912       | Lindner    | 24         | 18         | 10.600        | 3000                  | –                           | 2×39                      | 1928/30 in Tw 16–18 |
| –          | 79–81      | –                     | 1920       | Lindner    | 24         | 20         | 10.650        | 3800                  | –                           | 2×38,5                    | 1931/32 in Tw 19–21 |
| 23–25      | –          | –                     | 1902       | Brill      | 28         | 25         | 11.900        | 1250                  | 5200                        |                           | 1906 ex Braunschweig; 1912 in Bw |
| Beiwagen   |            |                       |            |            |            |            |               |                       |                             |                           | |
| 17–18      | (17–18)    | –                     | 1902       | Lindner    | 20         | 16         | 7550          | 2500                  | –                           | –                         | 1925/28 ausgemustert |
| –          | 101–106    | 721–726               | 1914       | Wismar     | 24         | 24         | 10.900        | 4500                  | –                           | –                         | 1918 vor Inbetriebnahme als Bw 20–25 vorgesehen                                                                                             |
| –          | 107–109    | 727–729               | 1920       | Lindner    | 24         | 24         | 10.900        | 4500                  | –                           | –                         | |
| –          | 126–127    | 734                   | 1921       | Lindner    | 28         | 26         | 12.300        | 1250                  | 5150                        | –                         | 1944 Bw 127 ausgemustert |
| –          | 128–131    | 741–744               | 1927       | Lindner    | 28         | 25         | 11.900        | 1500                  | 4900                        | –                         | |
| 13–16      | 151–154    | –                     | 1902       | Lindner    | 20         | 16         | 7550          | 2500                  | –                           | –                         | 1925 Bw 151 (ex EStrHM Bw 13) ausgemustert; 1928 Bw 152, 154 (ex EStrHM Bw 15, 14) ausgemustert, Bw 153 (ex EStrHM Bw 16) in Gerätewagen VI |
| –          | 171–175    | 701–703               | 1902       | Lindner    | 30         | 16         | 10.800        | 1220                  | 4700                        | –                         | 1927 Bw 175 ex Tw 52; 1928 Bw 172–174 ex Tw 53, 56, 58; 1929 Bw 171 ex Tw 55; 1945 Bw 172, 174 ausgemustert                                 |
| 19–22      | 176–179    | –                     | 1890/93    | Herbrand   | 36         | 20         | 11.000        | 1000                  | 5700                        | –                         | 1903 ex Saarbrücken; 1929 ausgemustert |
| 23–25      | 180–182    | 731–732, 739          | 1902       | Brill      | 28         | 25         | 11.900        | 1250                  | 5200                        | –                         | 1912 ex Tw, 1918 neuer Wagenkasten |
| –          | 183–188    | 733, 735–738          | 1926       | Lindner    | 28         | 25         | 11.900        | 1500                  | 4900                        | –                         | 1951 Bw 184 ausgemustert |
| –          | 189–190    | 711–712               | 1910       | Lindner    | 20         | 20         | 9000          | 2800                  | 2800                        | –                         | MAN-Einachsdrehgestelle; 1940 ex Schwetzingen Bw 4–5                                                                                        |
| –          | 191–198    | 751–758               | 1941       | Lindner    | 32         | 42         | 11.500        | 1600                  | 5000                        | –                         | |